# Harpia papuaska
Harpia papuaska (Harpyopsis novaeguineae) – gatunek dużego ptaka z podrodziny jastrzębi (Accipitrinae) w rodzinie jastrzębiowatych (Accipitridae). Jedyny przedstawiciel rodzaju Harpyopsis. Jest endemitem Nowej Gwinei.

## Taksonomia
Gatunek i rodzaj po raz pierwszy naukowo opisał w 1875 roku włoski ornitolog Tommaso Salvadori. Holotyp pochodził z Andai w górach Arfak na Nowej Gwinei. Nie wyróżnia się podgatunków.
Tradycyjnie rodzaj ten uważany był za blisko spokrewniony z Harpia i Pithecophaga. Ostatnie badania filogenetyczne wykazały, że Harpyopsis, Morphnus i Harpia tworzą dobrze zdefiniowany klad, ale nie są bliżej spokrewnione z Pithecophaga. Kolejne przeprowadzone niedawno badanie filogenetyczne wykorzystujące sekwencje DNA ponownie potwierdziło bliskie pokrewieństwo Harpyopsis z Morphnus i Harpia oraz zasugerowało, że wszystkie te trzy taksony powinny być połączone w jeden rodzaj, być może obejmujący nawet Macheiramphus; w tym samo badaniu stanowczo odrzucono proponowany klad obejmujący ubogie w gatunki endemiczne rodzaje zamieszkujące Australię i Nową Gwineę takie jak Hamirostra, Lophoictinia, Henicopernis, Erythrotriorchis, Megatriorchis i Harpyopsis.

### Etymologia
- Harpyopsis: rodzaj Harpia Vieillot, 1816 (harpia); gr. οψις opsis „wygląd”[11].
- Harpyornis: rodzaj Harpia Vieillot, 1816 (harpia); ορνις ornis, ορνιθος ornithos „ptak”[11].
- novaeguineae: łac. novus „nowy”; nowołac. Guineensis „gwinejski”, od Guinea Gwinea, Afryka Zachodnia, tj. Nowa Gwinea (pierwsza raz nazwy „Nueva Guinea” użył w 1545 roku hiszpański odkrywca Inigo Ortiz de Retes(inne języki), ponieważ aborygeni spotkani w regionie Mamberamo przypominali mu ludność, którą spotkał wcześniej w afrykańskiej Gwinei)[12].

## Morfologia
Wygląd zewnętrzny:
Harpyopsis novaeguineae jest dużym drapieżnikiem, o wielkości 76–89 cm. Ma on charakterystyczny, podnoszony czub, długi, zaokrąglony ogon, krótkie skrzydła i silne, długie nogi. Stosunkowo krótkie, ale szerokie skrzydła, jak można się spodziewać u zamieszkujących lasy ptaków szponiastych, mają od 121 do 157 cm (u samicy) rozpiętości. Harpia papuaska ma szaro-brązowe upierzenie, jasnobrązową górną pierś oraz jaśniejszą część brzuszną. Ich ogon ma 4–5 czarnych pasków, pasmo środkowe i biały koniec. Młode osobniki są znacznie jaśniejsze, a ich ogon ma 7–8 pasków. Jak inne ptaki drapieżne, Harpyopsis novaeguineae ma bardzo ostry wzrok, a jego oczy mają duże, brązowo-pomarańczowe tęczówki.
Rozmiary:
Długość ciała: 76–89 cm

## Występowanie
Środowisko
Lasy deszczowe Nowej Gwinei. Powszechnie występuje także w lasach galeriowych, ale odwiedza także polany i ogrody.
Zasięg występowania
Niewielka liczba osobników jest szeroko rozpowszechniona na obszarze obejmującym około 734 000 km². Zamieszkuje ona obszary od poziomu morza, aż do wzniesień o wysokości do 3200 m n.p.m.

## Ekologia
Pożywienie
Gatunek ten żywi się głównie ssakami zamieszkującymi zarówno drzewa, jak i żyjącymi na ziemi, tj. oposami, torbaczami z rodziny pałankowatych, kangurami drzewnymi, świniami oraz psami. Ich pokarmem mogą być także gady i ptaki.
Sposób polowania
Harpyopsis novaeguineae poluje na sposób jastrzębia, z wysoko położonych miejsc. Przelatuje pomiędzy koronami drzew i poniżej nich w celu znalezienia zdobyczy. Potrafi ją zlokalizować za pomocą słuchu, a także dzięki obecności kryzy z piór, która najprawdopodobniej umożliwia wychwytywanie dźwięków. Ze swojego stanowiska harpia papuaska atakuje ofiarę, rzucając się w gąszcz podszytu i goni ją, biegając lub skacząc z częściowo otwartymi skrzydłami, co umożliwia szybkie wzniesienie się w powietrze.
Odgłosy
Odgłosy harpii papuaskiej są krótkie i nieregularne. Pary aktywne są zazwyczaj o blasku i zmroku, a nocą obwieszczają swoją obecność i utrzymują kontakt wydając głośne, rezonujące okrzyki.
Rozród
Sezon rozrodu harpii papuaskiej trwa od kwietnia do sierpnia, a rozmnażają się prawdopodobnie rzadziej niż raz w roku. Swoje gniazda budują z patyków oraz epifitów i mogą one osiągać 3 metry na szerokość i w głąb. Gniazda lokalizują na koronach wysokich drzew o niewielkiej ilości niskich gałęzi. Gniazdo Harpyopsis novaeguineae mieści jedno jajo. Harpia papuaska jest gatunkiem niemigrującym, jedynie młode osobniki rozprzestrzeniają się tuż po rozrodzie.

## Znaczenie w ochronie środowiska
W czerwonej księdze Międzynarodowej Unii Ochrony Przyrody (IUCN) Harpyopsis novaeguineae klasyfikowany jest jako gatunek narażony (VU – Vulnerable) nieprzerwanie od 1994 roku. Harpia papuaska została dodatkowo wymieniona w Załączniku Konwencji o międzynarodowym handlu dzikimi zwierzętami i roślinami gatunków zagrożonych wyginięciem (CITES), co zapewnia kontrolę nad każdym międzynarodowym handlem tym gatunkiem. Rozpowszechnienie lokalnych polowań dla pozyskania ogonów i piór lotnych powoduje zmniejszenie populacji gatunku. Ludzie mogą także wpłynąć na populację harpii papuaskiej, zwiększając konkurencję międzygatunkową o duże ssaki, będące jej pożywieniem oraz przez deforestację na nizinach Nowej Gwinei, która może powodować stopniowe zmniejszanie miejsca dla gniazd oraz dostępność pożywienia.

## Znaczenie dla gospodarki
Ogon i pióra lotne wykorzystywane są przez ludność lokalną Nowej Gwinei do wyrobu ceremonialnych nakryć głowy.

## Aktualne kierunki badań naukowych charakteryzowanego gatunku
Badania naukowe przeprowadzane na Harpyopsis novaeguineae opierają się na odkryciu metod ochrony gatunku. Środki ochrony związane się między innymi ze śledzeniem poziomu polowań, ustaleniem wielkości terytorium zamieszkałego przez ptaka, zlokalizowaniem gniazd, pogłębieniem wiedzy na temat jego ekologii oraz egzekwowaniem obowiązujących praw w istniejących rezerwatach. Planuje się także zwiększenie świadomości istotności zachowania fauny Nowej Gwinei poprzez lepsze poznanie morfologii i ekologii jej gatunków.